# Marco Beltrame
Marco Beltrame (siglo XVII) fue un escultor Italiano del periodo Barroco, activo principalmente en su ciudad natal , Venecia.

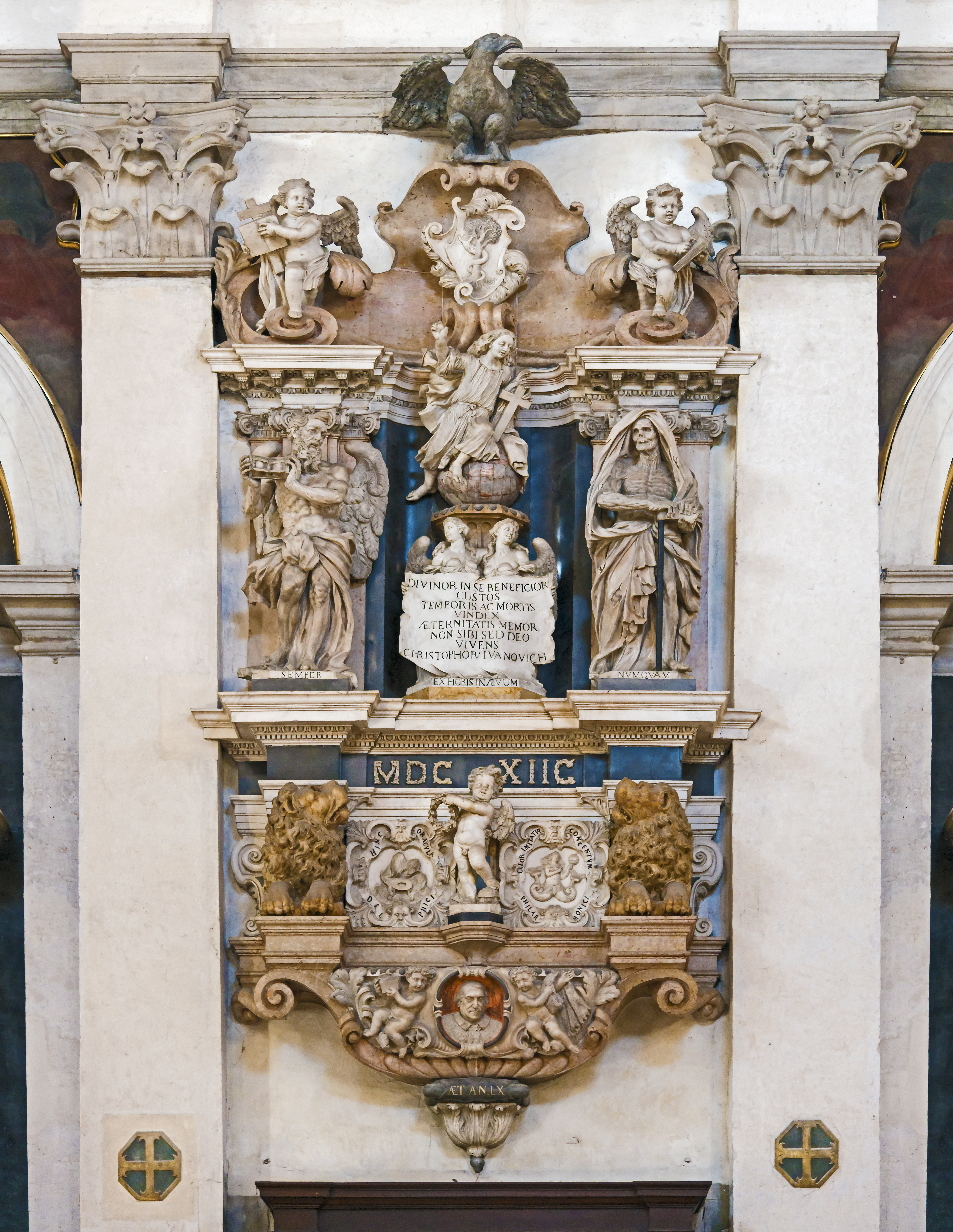
Monumento funerario de Cristoforo Ivanovich

## Obras
Entre las mejores y más conocidas obras de Marco Beltrame se incluyen las siguientes:
- Monumento funerario de Cristoforo Ivanovich (1688), en le iglesia de San Moise - Venecia, Italia[1]